# Carmina Burana (cantate)
Pour les articles homonymes, voir Carmina Burana (homonymie).

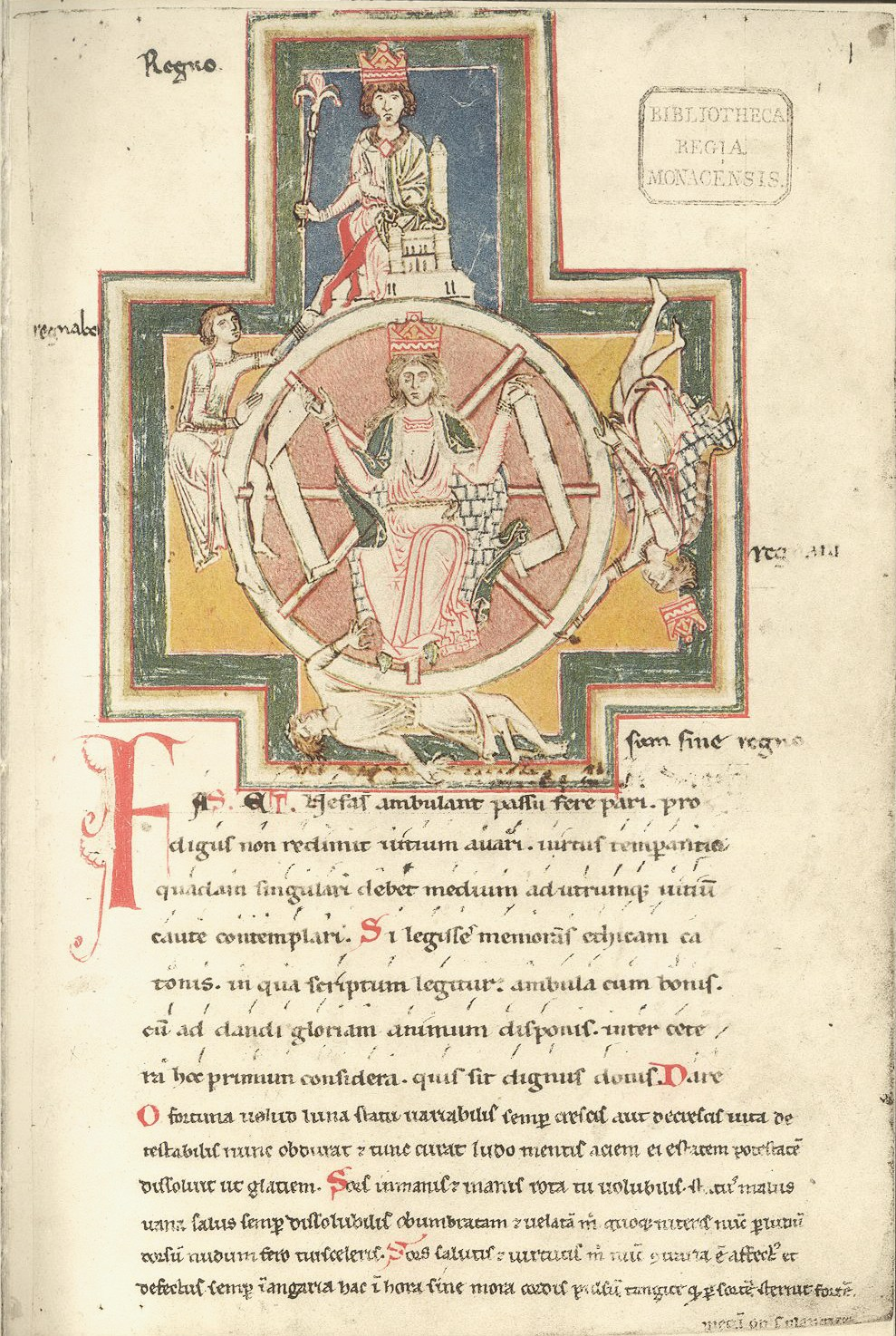
Carmina Burana, œuvre musicale

Les Carmina Burana (littéralement « les chants de Beuren », « Beuren » se référant à Benediktbeuern) sont une cantate scénique composée par Carl Orff en 1935-1936. Le titre complet, en latin, est « Carmina Burana : Cantiones profanæ, cantoribus et choris cantandæ, comitantibus instrumentis atque imaginibus magicis », soit en français : Poèmes chantés de Beuern : Chants profanes, pour chanteurs solistes et chœurs, avec accompagnement instrumental et images magiques.
Les Carmina Burana sont une partie des Trionfi, une trilogie musicale incluant les cantates Catulli Carmina et Trionfo di Afrodite. Le mouvement le plus célèbre est le chœur initial O Fortuna, repris ensuite de manière écourtée à la fin de l'œuvre.

## Livret
L'œuvre de Carl Orff est fondée sur 24 poèmes médiévaux tirés d'un recueil appelé Carmina Burana. Ce nom signifie littéralement : « Poèmes chantés de Beuern » ou « Chants de Beuern », en référence au monastère de Benediktbeuern, où ont été découverts les manuscrits.
Orff entra en contact avec ces textes pour la première fois dans Wine, Women, and Song, publié par John Addington Symond en 1884, qui comprenait une traduction en anglais de 46 poèmes du recueil. Michel Hofmann, étudiant en droit et amateur de latin et de grec, a aidé Orff à sélectionner et organiser 24 de ces poèmes afin de former un livret.
Le livret contient donc des textes en latin, moyen haut allemand (Mittelhochdeutsch) et ancien français. Les sujets, profanes, dont il traite sont nombreux et universels : la fluctuation constante de la fortune et de la richesse, la nature éphémère de la vie, la joie apportée par le retour du printemps, les plaisirs de l'alcool, la chair, le jeu, la luxure, etc.
Quelques rares poèmes ont une notation musicale schématique en neumes, mais Orff ne s'en est pas inspiré : cette notation lui était-elle étrangère, ou bien pensait-il que la musique du Moyen Âge n'intéresserait pas son public ? Ce n'est qu'à partir de 1950 environ que de nombreux interprètes ont pu aborder de manière plus scientifique et plus vivante les musiques du Moyen Âge, après les travaux de musicologues comme Jacques Chailley (et d'autres avant lui), et après que l'abbaye Saint-Pierre de Solesmes eut entrepris (dès le XIXe siècle) de retrouver l'authenticité du chant liturgique de l'Église catholique (le chant grégorien). Les interprètes ont également développé l'organologie médiévale et se sont enrichis de l'étude de plusieurs musiques de tradition orale.

## Instrumentation

### Version originale
| Fortuna Imperatrix Mundi          | Fortuna Imperatrix Mundi  | Fortune, Impératrice du Monde         | Fortune, Impératrice du Monde     |
| 1. O Fortuna                      | Latin                     | Ô Fortune                             | chœur                             |
| 2. Fortune plango vulnera         | Latin                     | Je pleure les blessures de la Fortune | chœur                             |
| I – Primo vere                    | I – Primo vere            | Au printemps                          | Au printemps                      |
| 3. Veris leta facies              | Latin                     | Le visage joyeux du printemps         | petit chœur                       |
| 4. Omnia Sol temperat             | Latin                     | Le soleil régit toutes choses         | baryton                           |
| 5. Ecce gratum                    | Latin                     | Voici le bienvenu                     | chœur                             |
| Uf dem anger                      | Uf dem anger              | Sur le pré                            | Sur le pré                        |
| 6. Tanz                           |                           | Danse                                 | instrumental                      |
| 7. Floret silva nobilis           | Latin/Moyen haut-allemand | La noble forêt fleurit                | chœur                             |
| 8. Chramer, gip die varwe mir     | Moyen haut-allemand       | Marchand, donne-moi de la couleur     | chœur (petit et grand)            |
| 9. a) Reie                        |                           | Ronde                                 | instrumental                      |
| 9. b) Swaz hie gat umbe           | Moyen haut-allemand       | Celles qui tournent                   | chœur                             |
| 9. c) Chume, chum, geselle min    | Moyen haut-allemand       | Viens, viens mon compagnon            | petit chœur                       |
| 9. d) Swaz hie gat umbe (reprise) | Moyen haut-allemand       | Celles qui tournent                   | chœur                             |
| 10. Were diu werlt alle min       | Moyen haut-allemand       | Si le monde entier était à moi        | chœur                             |
| II – In Taberna                   | II – In Taberna           | Dans la taverne                       | Dans la taverne                   |
| 11. Estuans interius              | Latin                     | Rongé intérieurement                  | baryton                           |
| 12. Olim lacus colueram           | Latin                     | Jadis j'habitais sur un lac           | ténor, chœur d'hommes             |
| 13. Ego sum abbas Cucaniensis     | Latin                     | Je suis l'abbé de Cocagne             | baryton, chœur d'hommes           |
| 14. In taberna quando sumus       | Latin                     | Quand nous sommes à la taverne        | chœur d'hommes                    |
| III – Cour d'amours               | III – Cour d'amours       | Cour d'amours                         | Cour d'amours                     |
| 15. Amor volat undique            | Latin                     | L'amour vole de toutes parts          | soprano, chœur d'enfants          |
| 16. Dies, nox et omnia            | Latin/Ancien français     | Le jour, la nuit et toutes choses     | baryton                           |
| 17. Stetit puella                 | Latin                     | Une jeune fille était là              | soprano                           |
| 18. Circa mea pectora             | Latin/Moyen haut-allemand | Dans mon cœur                         | baryton, chœur                    |
| 19. Si puer cum puellula          | Latin                     | Si un garçon avec une fille           | baryton, chœur d'hommes           |
| 20. Veni, veni, venias            | Latin                     | Viens, viens, ô viens                 | double chœur                      |
| 21. In trutina                    | Latin                     | Dans l'hésitante balance de mes sens  | soprano                           |
| 22. Tempus est jocundum           | Latin                     | Le temps est joyeux                   | soprano, baryton, chœur d'enfants |
| 23. Dulcissime                    | Latin                     | Ô très cher                           | soprano                           |
| Blanziflor et Helena              | Blanziflor et Helena      | Blanche-fleur et Hélène               | Blanche-fleur et Hélène           |
| 24. Ave formosissima              | Latin                     | Salut à toi la plus belle             | chœur                             |
| Fortuna Imperatrix Mundi          | Fortuna Imperatrix Mundi  | Fortune, Impératrice du Monde         | Fortune, Impératrice du Monde     |
| 25. O Fortuna (reprise)           | Latin                     | Ô Fortune                             | chœur                             |

#### Voix
- Solistes principaux : soprano, ténor et baryton
  - Solistes supplémentaires : haute-contre ténor, baryton et 2 basses
- Grand chœur mixte
- Petit chœur
- Chœur d'enfants

#### Instruments
- Bois
  - 3 flûtes (dont 2 jouant piccolo)
  - 3 hautbois (dont un jouant cor anglais)
  - 3 clarinettes (dont une jouant la petite clarinette et une la clarinette basse)
  - 2 bassons et contrebassons
- Cuivres
  - 4 cors
  - 3 trompettes
  - 3 trombones
  - 1 tuba
- Percussion: timbales, glockenspiel, xylophone, castagnettes, crécelle, petites cloches, triangle, vieilles cymbales, cymbales crash, cymbale suspendue, tam-tam, cloches tubulaires, tambour de basque, caisse claire, grosse caisse, célesta
- 2 pianos
- Cordes
  - 2 parties de violons
  - 1 partie d'altos
  - 1 partie de violoncelles
  - 1 partie de contrebasses

### Versions réduites
- En 1952, Carl Orff prend pour disciple le futur compositeur Wilhelm Killmayer qui effectue en 1956 une adaptation des Carmina Burana pour musique de chambre à instrumentation réduite (version pour deux pianos, percussions, chœurs et solistes). Orff autorise Schott Music à en publier la partition afin que son œuvre puisse être aussi jouée par de plus petits ensembles.
- Le compositeur espagnol Juan Vicente Mas Quiles (ca) a effectué (date non établie) une réduction intégrale pour solistes, chœurs et harmonie (qui maintient la partition originale pour les chœurs, pianos, et percussions). Publiée par Schott Music, elle permet l'interprétation dans les villes sans orchestre symphonique mais disposant au moins d'une fanfare et de chœurs.
- Il existe aussi une version de chambre partielle arrangée par Friedrich Wanek (date non établie) pour double quintette à vent (2 flûtes (ou 2e piccolo), 2 hautbois (ou 2e cor anglais), 2 clarinettes en si bémol, 2 cors , 2 bassons (ou 2e contrebasson), qui n'adapte que cinq chants (Fortune plango vulnera, In trutina, Tanz, Amor volat undique, In taberna). Distribuée par Schott Music, elle a été enregistrée par le Indiana State University Faculty Winds.

## Structure
Les Carmina Burana sont divisés en cinq sections, qui sont à leur tour divisées en plusieurs mouvements. Il y a en tout 25 mouvements dans la cantate (en ne considérant pas que le premier et le dernier sont les mêmes). Orff a placé l'indication attaca entre tous les mouvements d'une même scène. Entre parenthèses les numéros des manuscrits originaux dont il n'a gardé quelquefois que certains couplets.
- O Fortuna Imperatrix Mundi [O Chance, impératrice du monde] (CB 17 et 16)
- Primo vere [Printemps : chants célébrant le renouveau de la nature] (CB 138, 136, et 143) - inclut la petite scène Uf dem Anger [Dans la prairie) (CB 149, 16*, 167a et 174a)
- In Taberna [Dans la taverne : chansons à boire et satiriques] (CB 191, 130 et 222)
- Cour d'amours [Chansons érotiques] (CB 87, 118, 177, 180, 183, 174, 70, 179, et 70)
- Blanziflor et Helena [Blanchefleur et Hélène] (CB 77)

La majorité de la structure de l'œuvre est basée sur le concept de la Roue de la Fortune. Le dessin de cette roue, qui se trouve sur la première page du manuscrit, est accompagné de quatre phrases autour de la roue :

« Regnabo, Regno, Regnavi, Sum sine regno »

« [Je règnerai, Je règne, J'ai régné, Je suis sans règne] »

À l'intérieur de chaque scène, et parfois même à l'intérieur d'un mouvement, la Roue de la Fortune (dans le sens de chance) tourne ; la joie se transforme en amertume et l'espoir en deuil. O Fortuna, le premier poème dans l'édition Schmeller, est à la fois le premier et le dernier mouvement de l'œuvre.

## Analyse musicale
Le style musical d’Orff exprime un désir d'accessibilité et de communication directe. Les Carmina Burana ne contiennent quasiment pas de développement au sens classique du terme et leur polyphonie est généralement simple. Orff évite la complexité harmonique et rythmique, ce qui, esthétiquement, déplaît à plusieurs musiciens[réf. nécessaire]. Malgré de fréquents changements métriques, cette simplicité tranche avec la complexité de certains de ses contemporains, tels que Bartók, Stravinsky ou Schönberg.
Mélodiquement, Orff s'est inspiré de compositeurs de la fin de la Renaissance et des débuts du baroque tels William Byrd et Claudio Monteverdi. Contrairement à certaines croyances, il ne s'est pas inspiré des quelques mélodies neumatiques (notées succinctement en neumes) du manuscrit. Ses orchestrations chatoyantes montrent l'influence de Stravinsky, en particulier de son ballet intitulé Les Noces. Pour Orff comme pour Stravinsky, le rythme est l'élément principal de la musique. [réf. nécessaire]

## Mise en scène

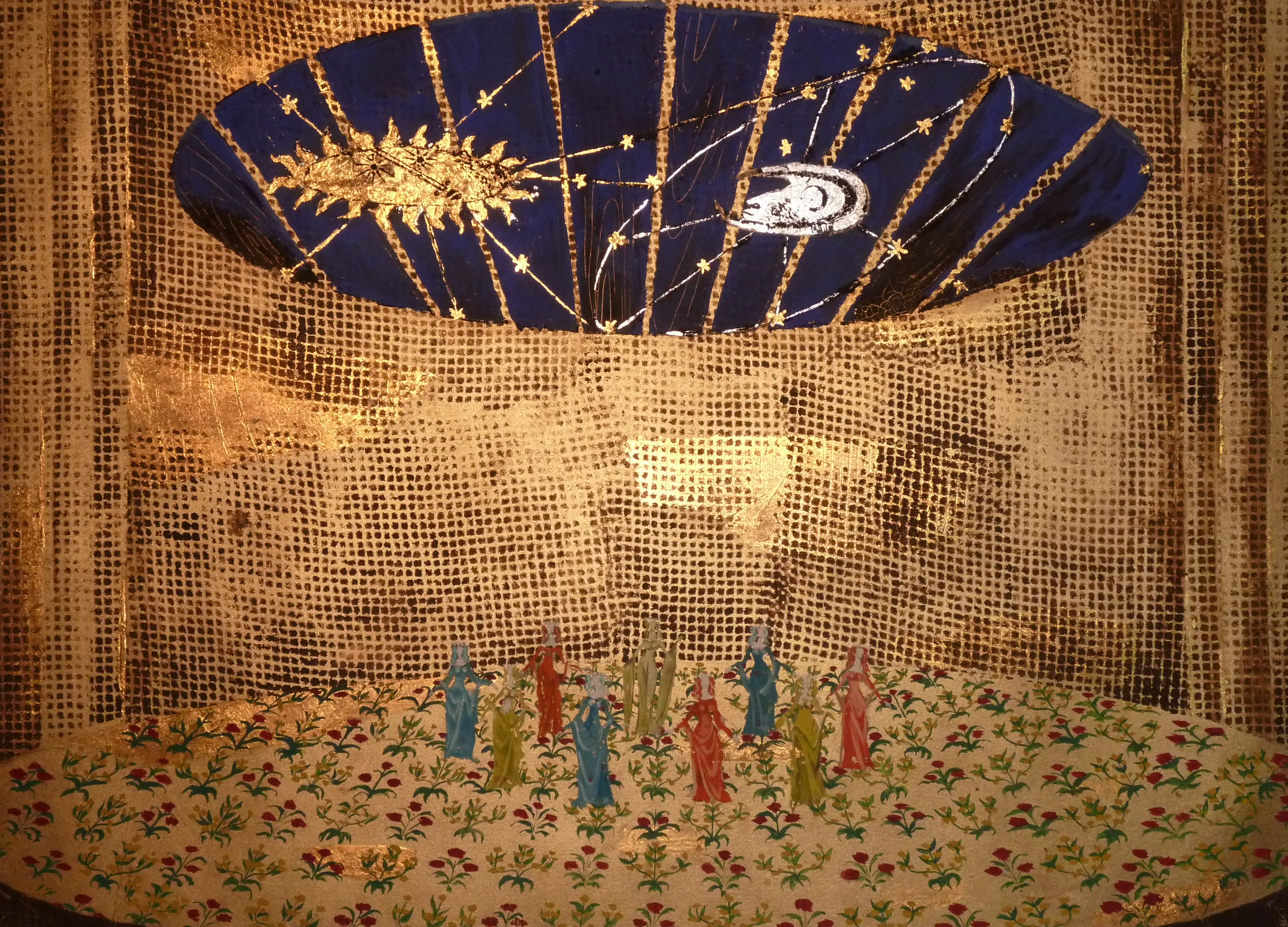
Scénographie de Helmut Jürgens représentée à Munich en 1959

Orff a développé une conception dramatique nommée Theatrum mundi selon laquelle la musique, le mouvement et la parole sont inséparables. Babcock écrit que « la formule artistique de Carl Orff limite la musique de manière que chaque moment musical doit être accompagné d'une action sur la scène. C'est pour cela que les productions modernes des Carmina Burana ne correspondent pas aux intentions de Orff ».
Malgré le fait que les Carmina Burana ont été conçus comme une œuvre dramatique incluant de la danse, des décors et d'autres éléments de mise en scène, l'œuvre est maintenant habituellement présentée dans les salles de concert en tant que cantate. Toutefois, certaines productions utilisent tout de même une mise en scène (Théâtre du Silence de Brigitte Lefèvre et CoRéAM de Jean-Yves Gaudin à La Rochelle en 1983, filmé par FR3, Sergio Simon et Guy Condette à Limoges en 2008 ; Fura del Baus, Orchestre national de Lyon et chœur Orfeon Pamplonés aux Nuits de Fourvière 2011; à Velaux 13880, espace Nova, en septembre 2012, mise en espace de André Leveque et direction Jan Heiting; concert-ballet de Claude Brumachon présenté au Festival de danse de Cannes le 16 décembre 2017 et filmé par France 3). Aux Chorégies d'Orange de 2014, la cantate est accompagnée d'une projection d'illustrations de Philippe Druillet sur le mur de scène du théâtre antique ; ce spectacle a été rediffusé sur France 3 le 9 juillet 2025.

## Accueil
La création des Carmina Burana eut lieu à Francfort, par le vieil opéra de Francfort le 8 juillet 1937 (chef d'orchestre : Bertil Wetzelsberger, chœur : Cäcilienchor, mise en scène : Otto Wälterlin, costumes : Ludwig Sievert). Peu de temps après le succès de son œuvre, Orff écrit à son éditeur, Schott Music :
« Pourriez-vous, s'il vous plaît, vous débarrasser de tout ce que j'ai écrit jusqu'à maintenant et qui a malheureusement été publié par vous ? Avec les Carmina Burana commence le catalogue de mes œuvres ! »
Plusieurs autres productions ont été faites en Allemagne. Malgré le malaise du gouvernement nazi concernant les propos érotiques de certains textes et les influences russes, l'œuvre devint avec le temps la plus célèbre pièce composée en Allemagne nazie. Les Carmina Burana sont donc devenus une œuvre controversée, d'autant plus qu'elle a été considérée par le régime nazi comme une célébration de la race aryenne. En revanche, après la guerre, la popularité de l'œuvre continua de croître, si bien qu'elle fit son entrée dans le répertoire classique international dans les années 1960. C'est en 1966 qu'elle fut jouée pour la première fois en Israël et en 1967 en URSS, sous la direction de Grigori Sandler.
Même si quarante-deux ans est un âge relativement avancé pour connaître une renaissance musicale telle qu'Orff l'a vécue avec Carmina Burana, la demande qu'il a adressée à son éditeur a été respectée par presque tout le monde. Aucune autre de ses compositions n'approche la popularité de Carmina Burana, comme l'indique la célébrité d'« O Fortuna » et les persistantes productions et enregistrements. Pour la majorité de la population, la collection d'œuvres d'Orff commence et se termine avec Carmina Burana. Orff a bien sûr composé d'autres pièces après, par exemple Catulli Carmina et Trionfo di Afrodite, mais ces dernières sont moins accessibles au grand public. Sa pédagogie d'éducation musicale active, le "Orff-Schulwerk", a également contribué à le faire connaître auprès du public.

## Carmina Burana, source d'inspiration pour d'autres créations
Les Carmina Burana ont été une source d'inspiration d'artistes dans beaucoup de domaines.

### En musique
- Enigma, dans son quatrième album The Screen Behind the Mirror, et notamment ses chansons Modern Crusaders et Gravity of Love, reprend la cantate.
- Michael Jackson utilisa O Fortuna sur scène comme intro à Brace Yourself pendant son Dangerous World Tour 1992-1993.
- En 2009, le groupe de metal Trans-Siberian Orchestra a enregistré une version avec chœurs et guitare électrique/basse/batterie de O Fortuna sur l'album Night Castle.
- Le chœur O Fortuna est utilisé en introduction de concerts du groupe Thirty Seconds to Mars.
- Nana Mouskouri a repris le thème O Fortuna dans son disque Ave Verum.
- Vincent Niclo et les Chœurs de l'Armée rouge ont repris Carmina Burana.
- Le groupe punk Ludwig Von 88 a utilisé O Fortuna en ouverture de son album Houlala 2 : La Mission.
- Le groupe japonais Momoiro Clover Z a utilisé la cantate comme ouverture de leur chanson Neo Stargate sur l'album 5th Dimension.
- La musique composée par Bruce Broughton pour la scène de sacrifice du film Le Secret de la pyramide (1985) est fortement inspirée du premier mouvement (Fortuna imperatrix Mundi), plus particulièrement de O Fortuna.
- Le groupe français de beatbox champion du monde Berywam a repris O Fortuna sur les plateaux de télévision et en vidéo.

### En littérature
Carmina Burana est aussi un poème de Jacques Prévert publié dans Choses et autres. Dans ce texte, il rend hommage à ces chants profanes, à Carl Orff et sa musique.
Serge Hutin écrit à propos de l'orchestration des Carmina Burana par Carl Orff en 1937 qu'il s'agissait « d'une musique aux effets immédiats et volontairement étranges sur le psychisme où l'on retrouve (ce n'est sûrement pas un hasard) des motifs sacrés — véritables mantras tantriques — d'Asie centrale. Le thème majeur des Carmina Burana (celui du monde matériel soumis à l'inexorable tyrannie de la « roue de la fortune », arbitraire et aveugle) est tout à fait tantrique d'inspiration ; encore plus, l'idée, si frappante dans les Carmina Burana, d'une possible évasion des implacables apparences matérielles par l'extase des amants. […] il deviendrait de plus en plus malaisé […] de persister dans l'idée d'une cloison irrémédiable entre l'Orient et l'Occident. »

### En audiovisuel
- O Fortuna fut utilisé pour la scène d'introduction en caddie de Jackass, le film.
- La musique de Carmina Burana, en particulier celle du chœur O Fortuna, est aussi utilisée dans de nombreux films et publicités.
- Le thème de la scène Uf Dem Anger fut utilisé en 1982 pour l'indicatif musical d'Histoires naturelles, la série d'émissions d'Igor Barrère diffusée sur TF1.
- En 1968, La Société Radio Canada dans le cadre de la série Les beaux Dimanches réalise sous la direction de Jean Yves Landry une première adaptation télévisuelle.
- Le film de Ruy Guerra Ternos caçadores (Tendres chasseurs) (1969) avec Sterling Hayden [Quoi ?].

Basil Poledouris a utilisé des extraits de Carmina Burana pour la bande originale de Conan le Barbare de John Milius
- John Boorman utilisa O Fortuna dans Excalibur, (1981). O Fortuna a ensuite été utilisé dans plusieurs autres films dont Glory (1989), The Doors (1991), Tueurs nés (1994), Le Déshonneur d'Elisabeth Campbell (1999), dans Brace yourself (documentaire sur Michael Jackson). Il figure dans des publicités télévisées, notamment pour les cartes de crédit Capital One et est parodié avec brio dans une publicité pour la bière Carlton Draught ainsi que dans 300 (2014).
- O Fortuna a aussi servi de générique à l'émission radio d'Europe 1 Il y a sûrement quelque chose à faire[6] dans les années 1970.
- Pier Paolo Pasolini a utilisé Veris leta facies dans la scène finale des supplices dans son dernier film Salò ou les 120 Journées de Sodome (1976).

### En sport
- Les patineurs artistiques français Gwendal Peizerat et Marina Anissina ont également utilisé la musique de Carmina Burana pour l'une de leurs performances de danse sur glace durant la saison 1999-2000.
- Le club de l'AS Saint-Etienne lors de ses matchs à domicile, entre sur le terrain sur O Fortuna.

## Enregistrements notables
Un enregistrement typique dure autour d'une heure (entre 55 et 65 minutes dans les versions classiques).

### Versions autorisées
Orff a qualifié de "version autorisée" trois enregistrements, chronologiquement :
- Wolfgang Sawallisch avec le Chœur et l'Orchestre symphonique de la Radio de Cologne (Kölner Rundfunk-Sinfonie-Orchester), Agnes Giebel (soprano), Paul Kuen (ténor), et Marcel Cordes (baryton). Enregistré en stéréo en 1956 à la radio ouest-allemande de Cologne, publié en disque microsillon en 1957 par Capitol en mono, ressorti par EMI en stéréo, durée 59:10. — Supervisé par Orff (que l'on entend applaudir à la fin de la dernière piste), ce fut le premier enregistrement qu'il qualifia de "version autorisée".
- Eugen Jochum avec le Chœur et l'Orchestre de l'Opéra allemand de Berlin (Deutsche Oper Berlin), Gundula Janowitz (soprano), Gerhard Stolze (ténor), et Dietrich Fischer-Dieskau (baryton). Enregistré en stéréo en octobre 1967 à l'Ufa-Studio de Berlin, publié en disque microsillon en 1968 par Deutsche Grammophon, durée 54:46 en vinyle et 56:18 en CD remasterisé. — Vers la fin de sa vie, Carl Orff l'a qualifié de "version autorisée".
- Ferdinand Leitner avec le Chœur et l'Orchestre symphonique de la Radio de Cologne (Kölner Rundfunk-Sinfonie-Orchester), Ruth-Margret Pütz (soprano), Michael Cousins (ténor), Barry McDaniel (baryton), et Roland Hermann (basse). Enregistré en stéréo en mars 1973 au Grosser Sendesaal de la radio ouest-allemande de Cologne, publié en disque microsillon en 1974 par BASF puis Acanta, durée 60:51 en vinyle et 60:14 en CD remasterisé. — Supervisé par Orff (durant un cycle d'enregistrement de ses œuvres complètes de fin 1972 à début 1974), ce fut le dernier enregistrement qu'il qualifia de "version autorisée" (avant sa mort en 1983).

### Versions indépendantes
D'autres enregistrements notables incluent, chronologiquement :
- Riccardo Muti avec le Chœur et l'Orchestre du Philharmonia (Philharmonia Chorus and Orchestra) accompagnés du Chœur d'enfants du Southend (Southend Boys' Choir), Arleen Auger (soprano), John van Kesteren (ténor), et Jonathan Summers (baryton). Enregistré en stéréo en mars 1979 au studio 1 d'Abbey Road à Londres, publié en disque microsillon en 1980 par HMV (His Master's Voice) puis EMI, durée 58:47.
- James Levine avec le Chœur et l'Orchestre symphonique de Chicago (Chicago Symphony Chorus and Orchestra) accompagnés du Chœur d'enfants de Glen Ellyn (Glen Ellyn Children's Choir, Illinois), June Anderson (soprano), Philip Creech (ténor), et Bernd Weikl (baryton). Enregistré en stéréo en septembre 1984 à Chicago au 49e (Festival de Ravinia (en), publié en 1985 par Deutsche Grammophon, durée 63:21 en vinyle et 61:58 en CD.
- Seiji Ozawa avec le Chœur Staats- und Domchor Berlin (de), le Chœur Shinyukai et l'Orchestre philharmonique de Berlin (Berliner Philharmoniker) accompagnés par Edita Gruberova (soprano), John Aler (ténor), et Thomas Hampson (baryton). Enregistré en stéréo en juin 1988 à Berlin, publié en CD et disque microsillon en 1989 par Philips Classics et réédité en CD en 2001 par Decca, durée 60:33.
- Franz Welser-Möst avec le Chœur et l'Orchestre philharmonique de Londres (London Philharmonic Orchestra) accompagnés des choristes de la Cathédrale Saint-Alban de Saint Albans (Choristers of the Cathedral and Abbey Church of St Alban), Barbara Hendricks (soprano), Michael Chance (contre-ténor), et Jeffrey Black (baryton). Enregistré en stéréo en novembre 1989 au studio 1 d'Abbey Road à Londres, publié en CD en 1990 par EMI, durée 57:44. — Une performance atypique qui remplace le ténor par un contreténor.
- Charles Dutoit avec le Chœur et l'Orchestre symphonique de Montréal accompagnés de la Chorale junior de FACE (FACE Treble Choir de l'école FACE), Beverly Hoch (soprano), Stanford Olsen (ténor), et Mark Oswald (baryton). Enregistré en stéréo en mai 1996, publié en CD en 1997 par Decca, durée 59:24.

### Adaptations
Des adaptations (avec chœurs) pour d'autres instrumentations, chronologiquement :

#### Version Killmayer (pour deux pianos, percussions, chœurs et solistes)
Réduction de 1956 autorisée par Orff.
- (Œuvre intégrale.) Cecilia Rydinger-Alin (chef) avec Roland Pöntinen (piano), Love Derwinger (piano), l'Ensemble Kroumata (percussions), et le chœur Allmänna Sången accompagné du Chœur d'enfants de l'École de Chant d'Uppsala (Children's Choir from the Uppsala Choir School), Lena Nordin (soprano), Hans Dornbusch (ténor), et Peter Mattei (baryton) : Carmina Burana, version de chambre (Carmina Burana, Chamber Version). Enregistré en stéréo en 1995 aux studios de BIS en Suède, publié en 1995 par BIS, durée 61:17.

#### Version Mas Quiles (pour solistes, chœurs etharmonie)
- (Œuvre intégrale.) Eugene Corporon (en) (chef) avec le Grand Chœur et l'Orchestre d'harmonie de l'Université de Texas du Nord (North Texas University Wind Ensemble and Grand Chorus) accompagnés de North Texas University Cappella Choir, Texas Boy's Choir Fort Worth, Canticum Novum Choir, Arlington Choral Society, Denton Bach Society, Lynn Eustis (soprano), Brian Nedvin (ténor), et Jeffrey Snider (baryton) : Klavier Wind Project - Orff: Carmina Burana. Enregistré en stéréo (date non établie), publié en 2003 par Klavier Records, durée 62:45.

#### Version de Ray Manzarek
En 1983, avec l'album Carmina Burana, Ray Manzarek en fait une adaptation rock.

### Transcriptions
Des transcriptions (sans chœurs) pour d'autres instruments, chronologiquement :
- (Pour piano seul, œuvre intégrale.) Eric Chumachenco (arrangeur, interprète), Carmina Burana - The Piano Version, joué sur un piano à queue (Yamaha 7C Grand Piano). Enregistré en stéréo du 3 au 5 février 1992 au Kick Sound Studio de Salzbourg, publié en 1992 par Wergo pour Schott Music, durée 46:55. — La transcription intègre les parties vocales dans la partition (ainsi, le chant du Cygne Rôti est non seulement arrangé au piano, mais joué de manière légèrement dissonante pour émuler le fausset).
- (Pour guitare seule, œuvre partielle.) Gareth Koch (arrangeur, interprète), Carmina Burana for Solo Guitar, joué sur une guitare classique en épicéa (de Simon Marty). Enregistré en stéréo en juin 1997 dans la Cathédrale de l'Église du Christ (Christ Church Cathedral) de Newcastle (Nouvelle-Galles du Sud, Australie), publié en 1998 par Artworks puis ABC Classics, durée 42:42. — Contient environ les deux tiers de l'œuvre (15 morceaux sur 25 ; manquent entre autres le chant du Cygne Rôti et Blanziflor et Helena).

## Film
- Carmina Burana atque imaginibus magicis. Film d'opéra, Allemagne, 1975, 60 min, en couleur, stereo, Mise en scène : Jean-Pierre Ponnelle. Avec Lucia Popp, Hermann Prey, John van Kesteren, Benno Hoffmann, Michel Jacot etc., Chor des Bayerischen Rundfunks, Tölzer Knabenchor, Münchner Rundfunkorchester. Sous la direction de : Kurt Eichhorn. Production: Gerhard Reutter, Zweites Deutsches Fernsehen, Bavaria Film- und Fernsehgesellschaft. (BMG, DVD 74321 852859).

## Sources
- (en) Cet article est partiellement ou en totalité issu de l’article de Wikipédia en anglais intitulé « Carmina Burana (Orff) » (voir la liste des auteurs).